# Mp3PRO
mp3PRO – algorytm kompresji audio (również kodek), poszerzający format MP3 o techniki replikacji pasma częstotliwościowego (Spectral Band Replication (SBR)), opracowany z myślą o zachowaniu jak najlepszej jakości dźwięku przy niskich przepływnościach.
Zapewnia on około dwukrotnie efektywniejszą kompresję dźwięku w porównaniu ze zwykłym MP3, a jednocześnie pozwala na zachowanie wyższej jakości słyszalnej.

## Kompatybilność
Format mp3PRO był popularny na początku pierwszej dekady XXI wieku. Obecnie nie jest już rozwijany. Odtwarzanie tego formatu w pełnej jakości jest możliwe tylko pod systemem Windows za pomocą dedykowanego odtwarzacza jakim jest program JetAudio lub Winamp po zainstalowaniu odpowiedniej wtyczki. W przeszłości niektóre sprzętowe odtwarzacze MP3 firmy Thomson również wspierały ten format.
Plików zapisanych w formacie mp3PRO można słuchać także za pomocą każdego odtwarzacza, który obsługuje zwykłe pliki MP3, a nie posiada dekodera mp3PRO. Jednak w takim wypadku częstotliwość próbkowania odtwarzanego dźwięku jest zawsze dwukrotnie niższa od oryginalnej, co objawia się brakiem wysokich tonów.